# Comarques de Mallorca
La divisió comarcal de l'illa de Mallorca, que no té rang oficial, proposada per Ferran Dídac Lluch i Dubon, està formada per 6 comarques: Palma, Serra de Tramuntana, Raiguer, Pla de Mallorca, Migjorn i Llevant.
La primera comarcalització de Mallorca, encara aproximativa i dividida en cinc unitats, fou avançada per Vicenç M. Rosselló i Verger el 1964, i modificada per Bartomeu Barceló i Pons el 1968, amb set comarques.

## Comarques
La següent és una llista de les sis comarques amb els municipis que les conformen i un mapa de la zona que ocupen de l'illa.
| - Inclou l'arxipèlag de Cabrera |  | - Andratx - Banyalbufar - Bunyola - Calvià - Deià - Escorca - Esporles - Estellencs - Fornalutx - Pollença - Puigpunyent - Sóller - Valldemossa                                                               |  |
| - Alaró - Alcúdia - Binissalem - Búger - Campanet - Consell - Inca - Lloseta - Mancor de la Vall - Marratxí - Sa Pobla - Santa Maria del Camí - Selva |  | - Algaida - Ariany - Costitx - Lloret de Vistalegre - Llubí - Maria de la Salut - Montuïri - Muro - Petra - Porreres - Sant Joan - Santa Eugènia - Santa Margalida - Sencelles - Sineu - Vilafranca de Bonany |  |
| - Campos - Felanitx - Llucmajor - ses Salines - Santanyí                                                                                              |  | - Artà - Capdepera - Manacor - Sant Llorenç des Cardassar - Son Servera |  |